# 앤 해서웨이
앤 재클린 해서웨이(영어: Anne Jacqueline Hathaway, 1982년 11월 12일 ~ )는 미국의 배우이다. 그는 디즈니 제작 영화의 《프린세스 다이어리》(2001년)와 2004년 속편에서 미아 더모폴리스 역할로 스크린에 첫 데뷔하였고 주목 받게 된다. 이후, 2005년에는 영화 《하복》과 《브로크백 마운틴》에 출연했다. 2006년에는 메릴 스트립과 공연한 《악마는 프라다를 입는다》와 2007년에는 《비커밍 제인》에 제인 오스틴 역할을 연기했다.
2008년 《레이첼, 결혼하다》로 미국 아카데미상 여우주연상 후보에 지명되었다. 2010년에는 《발렌타인 데이》, 《이상한 나라의 앨리스》, 《러브 & 드럭스》에 출연해 큰 상업적 성과를 거뒀다. 또한 애니메이션 《심슨 가족》에서의 더빙 연기로 에미 상을 수상했다. 2011년에는 애니메이션 영화 《리오》에서 여주인공의 목소리를 맡았고, 《원 데이》에 출연했다.
2012년에는 크리스토퍼 놀란 감독의 배트맨의 마지막 시리즈 《다크나이트 라이즈》에서 셀리나 카일 역할과, 톰 후퍼 감독의 《레 미제라블》에서는 판틴 역할을 연기했다. 해서웨이는 골든 글로브상, 미국 아카데미상, 미국 배우 조합상(SAG), 영국 아카데미 영화상(BAFTA)를 포함해 여러 시상식에서 여우조연상을 휩쓸며, 비평가로부터 호평과 찬사를 받았다. 《피플》에서는 2001년에 주목할만한 스타 중 한명으로 뽑았고, 2006년 가장 아름다운 50인에 선정되었다.

## 젊은 시절
그녀는 1982년 11월 12일 뉴욕, 브루클린에서 태어났다. 그의 아버지 제랄드 토마스 해서웨이(Gerald Thomas Hathaway)는 은 변호사이며 어머니 캐슬린 앤 "케이트"(Kathleen Ann "Kate", 옛 성씨 매컬리(McCauley))는 배우로서 해서웨이에게 배우의 길의 든든한 버팀목이 돼주었다. 또한 해서웨이의 어머니는 《레 미제라블》의 미국 투어 공연에서 판틴 역으로 출연한 적이 있다. 그가 만 6세 때, 그의 가족은 뉴저지주, 밀번으로 이사를 하였고 그 곳에서 성장하였다.
해서웨이에게는 두 명의 남자형제들이 있으며, 오빠인 "마이클"과 남동생인 "토마스"가 있다. 그의 어머니는 아일랜드의 후손이며, 그의 아버지는 잉글랜드, 독일, 프랑스와 아일랜드의 후손이다. 그의 집안은 그 외에도 몇가지 아메리카 토착민의 후손인 것으로 알려졌다.
해서웨이는 로마 가톨릭교회에 다니며, 11살 즈음에는 하느님의 소명(Calling)으로써 수녀가 되기를 꿈꾸기도 했다. 하지만 그는 15살 때 그의 오빠 "마이클"이 성적소수자라는 사실을 알게 되면서 로마 가톨릭교회로부터 종교관을 바꾸게 되는데 "나는 내 오빠가 성적 소수자임을 알았고, 그런 오빠를 존중하지 않는 종교를 믿을 수 만은 없었다, 그리고 나에게 맞는 종교를 찾을 수 없었기에 스스로를 교파와 관계없는 기독교인(non-donation Christian)이라고 생각한다"라고 2009년 인터뷰를 통해 밝혔고, 그는 자신의 종교적 신념은 현재까지 "진행중"이라고 말했다.
해서웨이는 브루클린 헤이츠 몬테소리 학교와 밀번에 위치한 와이오밍 초등학교에 다녔다. 이후, 그는 밀번 고등학교를 진학하였고, 그는 재학 동안 많은 학교의 공연에 참여하며 초기 경력을 쌓아갔고, "공주와 완두콩"을 각색해 만들어진 뮤지컬 《원스 어폰 어 매트리스》으로 "페이퍼 밀 플레이하우스" 라이징 스타상에 후보 지명되며 고등학생 여배우로써 인정받기 시작했다. 이후에도 해서웨이는 뉴저지의 페이퍼 밀 하우스에서 《제인 에어》와 《지지》의 공연을 했다.
그는, 뉴욕 포킵시에 위치한 바사르 대학에서 몇 학기 동안 영문학과 부전공으로 여성학을 공부했지만, 잦은 촬영과 일로 학업에 소홀한 나머지 결국 학위를 받지를 못했다. 이후 2005년 뉴욕 대학교의 갤러틴 스쿨(자유전공)으로 편입을 했는데, 그는 대학 생활을 그의 최고의 결정 중 하나로서 생각하며, 그는 다른 사람들과의 교감으로 "성장" 했다고 말했다. 또한 그는 "미국 극예술 아카데미"(American Academy of Dramatic Arts)을 공부했다. 해서웨이는 뉴저지를 대표하는 극단인 '배로우 그룹'에 소속한 처음이자 유일한 10대였다.
해서웨이는 뉴저지주 웨스트 오렌지에 위치한 시턴 홀 사립 고등학교에 재학 당시 1998년과 1999년에 카네기 홀에서 열린 미국 동부 지역의 모든 고등학교의 우수한 합창단들이 참여한 무대에서 메조 소프라노로 무대에 서기도 했다. 1999년 카네기 홀에서 공연 후에, 그는 만16세의 나이에 FOX TV 시리즈 《겟 리얼》에 캐스팅되었다.
해서웨이는 영화 역할보다도 무대에서의 숙달된 여배우로서 연기를 선호한다. 그의 연기 스타일로 오드리 헵번과 주디 갈런드에 비교되기도 한다. 그는 자신이 가장 좋아하는 배우로 주디 갈런드 와 메릴 스트립을 꼽았다.

## 경력

### 2001-2004: 초기 경력
해서웨이의 영화에서 첫 번째 역할은 디즈니 제작의 드라마 영화 《천국의 맞은편》에서 크리스토퍼 고햄의 상대 역할을 연기했는데, 1950년대 아프리카의 통가로 선교를 떠난 존 H. 그로버그의 회고록 "태풍의 눈"에서 영감을 받아 만들어진 작품이다. 영화의 촬영이 끝나기 전에, 그는 또 다른 디즈니 영화이자, 멕 캐벗의 동명의 소설을 원작으로 한 코미디 영화 《프린세스 다이어리》에 줄리 앤드류스와 함께 캐스팅되었고, 이 작품에서 미아 서모폴리스 역할로 출연했는데, 《프리티 우먼》으로 잘 알려진 게리 마셜 감독이 연출을 맡았다. 해서웨이는 당시 《천국의 맞은편》의 촬영을 위해 뉴질랜드로 가던 중, 비행기를 갈아타는 시간 동안 게리 마셜 감독과 우연히 만났고, 마셜 감독은 첫 눈에 그를 여주인공으로 점찍었고, 이후 카메라 테스트도 거치지 않고 500대 1의 경쟁률을 뚫고 최종 발탁되었다. 영화는 전 세계적으로 1억 6천 5백만 달러를 흥행 수익을 올리며 큰 상업적 성공을 거뒀다.
많은 비평가들 해서웨이의 연기를 호평했고, BBC 평론가들은 "해서웨이가 주역을 빛냈고 좋은 케미를 만들어 냈다."고 칭찬했다. 하지만 2001년 개봉된 밋치 데이비스 감독의 《천국의 맞은 편》은 대부분 혹평을 받았다.

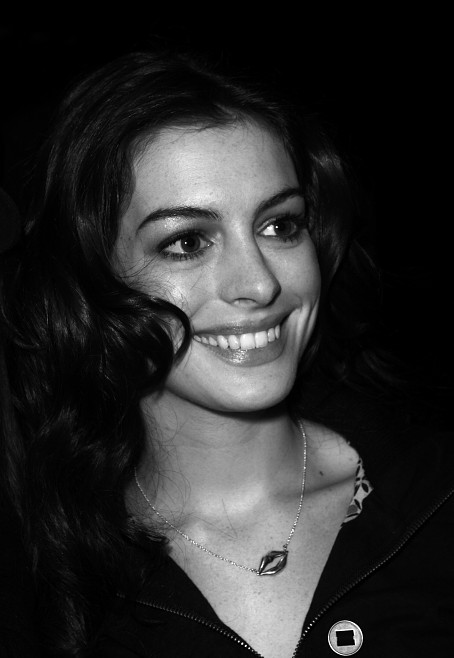
2008년 뉴욕 패션위크에서 앤 해서웨이.

2002년 2월, 해서웨이는 《카니발!》으로 뉴욕 무대에 데뷔했고, 그는 릴리 역할을 연기해 긍정적인 평가를 받았다. 또한 2002년에, 해서웨이는 《프린세스 다이어리》 이후 처음으로 세 권으로 구성된 멕 캐보트의 소설 오디오 북 작업에 참여했다. 그는 또한 모리타 히로유키의 애니메이션 영화 《고양이의 보은》의 영어판에서 하루 역할로 더빙에 참여했다.
해서웨이는 이후 3년간 가족 중심의 영화에 아이들의 역할 모델로 주로 출연했다. 2002년, 그는 더글러스 맥그라스 감독의 코미디 영화 《니콜라스 니클비》에서 찰리 헌냄과 제이미 벨의 상대 역할로 출연, 비평가에 호평을 받았지만 박스오피스에서는 4백만 달러에 그치는 초라한 성적을 기록했다. 해서웨이는 다음 작품으로 판타지 영화 《엘라 인챈티드》(2004년)에 출연했고, 가수 제시 매카트니와 듀엣을 포함해 영화에서뿐만 아니라 사운드 트랙에 세 곡의 노래를 불렀다.
2003년 해서웨이는 조엘 슈마허 감독의 영화 《오페라의 유령》의 크리스틴 역할에 캐스팅 제의를 받았지만, 이전 계약된 《프린세스 다이어리 2》와 촬영 일정이 겹치는 문제로 아쉽게도 포기해야 했다. 2004년 초 《프린세스 다이어리 2》에 촬영을 시작해, 그 해 8월에 개봉되었다. 이 영화는 부정적인 평가를 받았고, 당초 기대에는 못미치는 9천 5백 10만 달러의 흥행 수익을 기록했다.

### 2005-2007

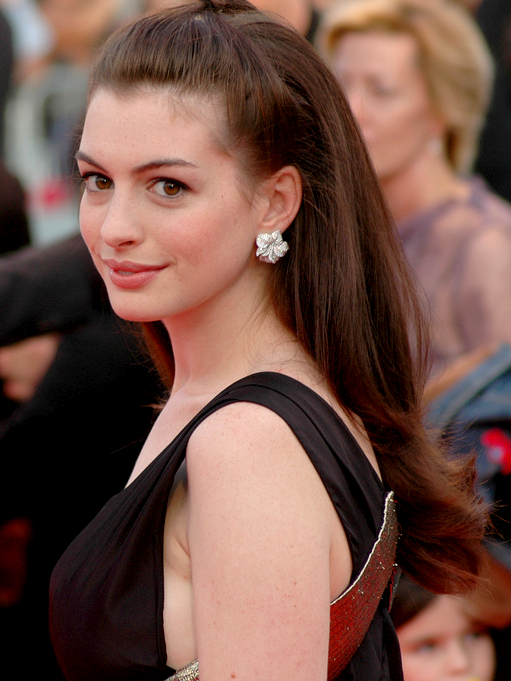
2007년 도빌 아메리칸 영화제에서 해서웨이.

해서웨이는 《프린세스 다이어리 2》이후에 비약적으로 성장하기 시작한다. 그는 "관객들이 나와 같이 성장하는 걸 생각하는 건 행복한 일"이라고 했었지만 "소녀들의 롤 모델이었던 그 누구나 성장하고 있다고 생각하고 사랑한다"고 말했다. 그는 2005년에 애니메이션 영화 《빨간 모자의 진실》에서 주인공 빨간 모자의 목소리를 연기했고, 이 영화는 대중의 엇갈린 평가를 받았다. 해서웨이는 사운드 트랙의 "Great Big World"을 노래했다. 같은 해, 해서웨이는 바바라 코플 감독의 영화 《하복》에서 쾌락주의에 빠진 십대 역할을 연기했는데, 몇 장면에서 그는 나체 씬을 선보였다. 비록 영화가 다룬 내용은 그가 이전에 출연했던 영화와 많이 다르지만 노출을 감행한다는 건 단지 나를 필요로 한 작품의 일부분일 뿐이라고 말하며 성숙한 여배우로서의 모습을 과시하기 위함이 아니라고 밝혔다.
《하복》 이후, 해서웨이는 히스 레저, 제이크 질렌할과 공연한 리안 감독의 영화 《브로크백 마운틴》에 출연했다. 당시 《하복》이 평단에서의 혹평으로 인해 아직 미국에 개봉이 안된 도중으로 《브로크백 마운틴》은 1960년대 동성애를 세심하게 그려냈다는 점에서 큰 호평을 받았고, 미국 아카데미상에 8개 부분에 후보 지명되어 3개 부분을 수상했다. 이후에 그는 《브로크백 마운틴》의 수상보다 이 영화의 내용이 더 중요함을 이 영화를 준비하면서 대중에게 전하고 싶은 이야기의 감사함을 알게 되었다고 전했다.
2006년에 해서웨이는 데이비드 프랭클 감독의 코미디 영화 《악마는 프라다를 입는다》에서 메릴 스트립이 연기한 잘 나가는 패션 잡지사 편집장의 비서 앤드리아 삭스를 연기했다. 또한 그는 "아직 옷은 잘 못입지만" 이 영화에 출연하며 패션계에 대한 존경이 커졌다고 밝혔다. 이후 잡지 《US 위클리》와의 인터뷰에서 다이어트를 하느라 "야채와 과일과 생선만 먹었다, 이건 절대 추천할 게 못 된다"라며 그 당시의 고충을 털어놓았다.
해서웨이는 2007년에 코미디 영화 《넉 업》에 캐스팅되었지만, 촬영을 앞두고 캐서린 하이글로 교체되어 밀려났다. 2007년 5월, 이 영화의 각본, 감독을 한 주드 아패토우 감독은 《뉴욕 타임지》와의 인터뷰에서 "그가 아기를 출생한다는 느낌을 주기 위해 실제 출생의 단계를 촬영하는 것을 거부하였기 때문"이라고 밝혔고, 2008년 8월, 해서웨이는 《마리끌레르》와의 인터뷰에서는 "이 이야기가 중대한 부분을 차지한다고 생각하지 않는다"고 답변했다.
해서웨이는 2007년 드라마 《비커밍 제인》에서 영국 여류 작가인 제인 오스틴 역할을 연기했다. 또한, 그 해 팀 버튼 감독은 《스위니 토드》에서 조한나 바커 역할을 놓고 그의 캐스팅에 마지막까지 고심했지만 좀 더 젊은 나이의 배우를 원했고, 제인 와이즈너가 캐스팅 되면서 무산되기도 했다.

### 2008-2010

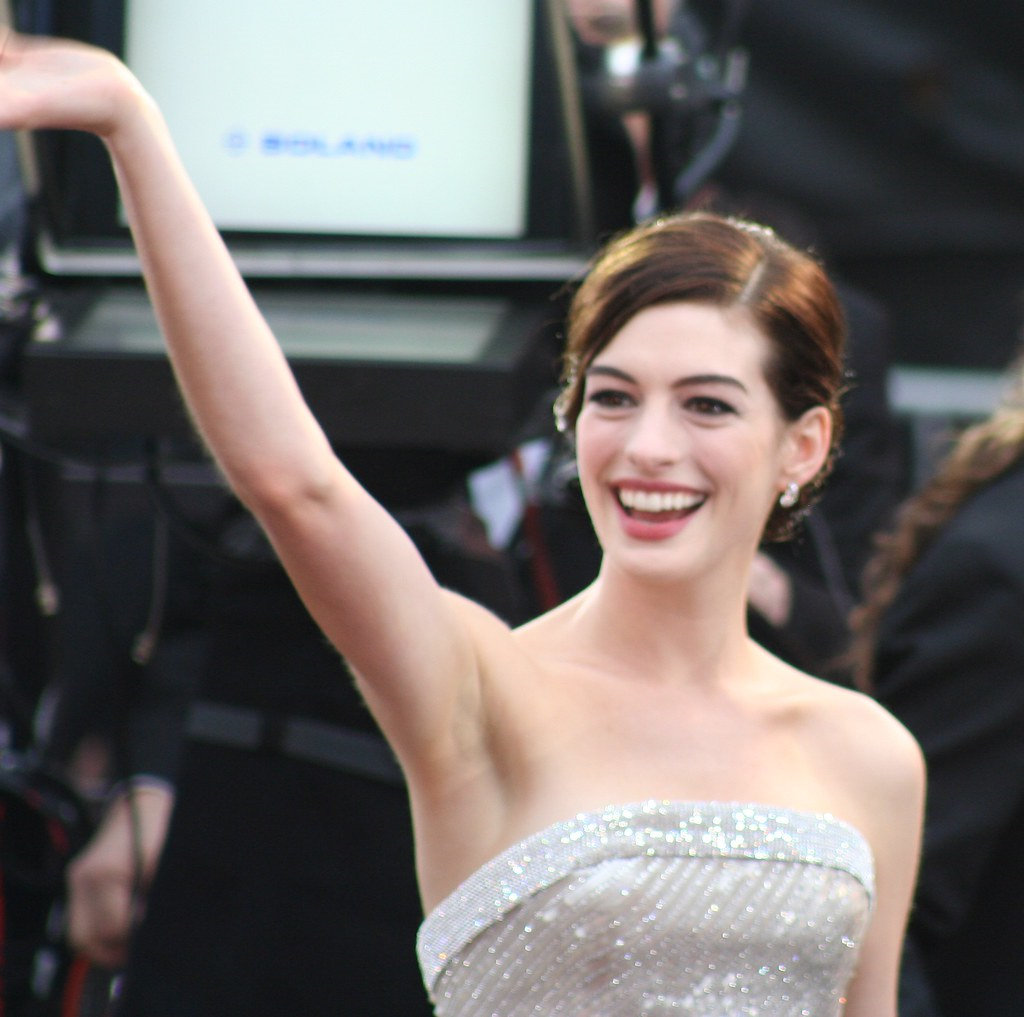
2009년 81회 미국 아카데미상 시상식 레드 카펫에서 앤 해서웨이.

2008년 1월, 해서웨이는 세계적 화장품 브랜드 랑콤의 향수 모델로 발탁되었다. 그 해 10월, 해서웨이는 NBC의 《새터데이 나이트 라이브》(SNL)에 호스트로 출연했다. 그는 그 해, 코미디 영화 《겟 스마트》에서 멜 브룩스의 1960년대 TV 시리즈를 새롭게 리메이크한 작품에서 에이전트 99 역할을 맡아 스티브 카렐, 앨런 아킨과 연기하였다. 《겟 스마트》는 전 세계에서 2억 6천 437만 달러의 흥행 수익을 기록했고, 피터 시걸은 후속편의 제작이 언급되었다. 2008년 개봉한 스핀오프판 《겟 스마트 브루스 앤드 로이드 아웃 오브 컨트롤》에 그는 카메오로 출연하기도 했다.
2008년, 그는 《패신저스》에서 패트릭 윌슨과 공연했고, 《레이첼, 결혼하다》에서는 데브라 윙거와 공연했다. 《레이첼, 결혼하다》는 2008년 베네치아 국제 영화제에서 첫 상영을 시작으로 토론토 국제 영화제에서 작품 속에서 그의 킴 역할의 연기는 비평가에 호평으로 이어졌으며 골든 글로브상과 미국 아카데미상 여우주연상에 후보 지명되었다. 그는 자신의 역할과 그에 대한 묘사에 강하게 이끌렸다고 말했다.
해서웨이는 2009년에 개봉한 코미디 영화 《신부들의 전쟁》에 출연하는데, 이 영화는 "노골적으로 상업적"이라는 평가를 받았다. 이후, 그는 2010년 《심슨 가족》의 목소리 연기(제니, 페넬로페 공주)로 에미상에서 최우수 목소리 연기상을 수상했고, TV 애니메이션 《패밀리 가이》에서 목소리 연기를 했다. 해서웨이는 '뉴욕 셰익스피어 페스티벌 썸머 2009 프로덕션'에서 뉴욕의 센트럴 파크에 위치한 델라코트 극장에서 《십이야》에서 "바이올라" 역할을 연기해 무대에 올랐다. 같은 해, 해서웨이는 영화 예술 과학 아카데미에 초대되었다.
2010년 해서웨이는 팀 버튼 감독의 《이상한 나라의 앨리스》에서 하얀 여왕 역을 연기해, 헬레나 본햄 카터와 조니 뎁과 공연하였다. 해서웨이는 펑크 록, 채식, 평화 주의자의 데보라 해리, 그레타 가르보와 미국의 미술가 댄 플래빈의 작품에서 하얀 여왕의 영감을 받았다고 설명했다.
또 다른 프로젝트로 로맨틱 코미디 영화

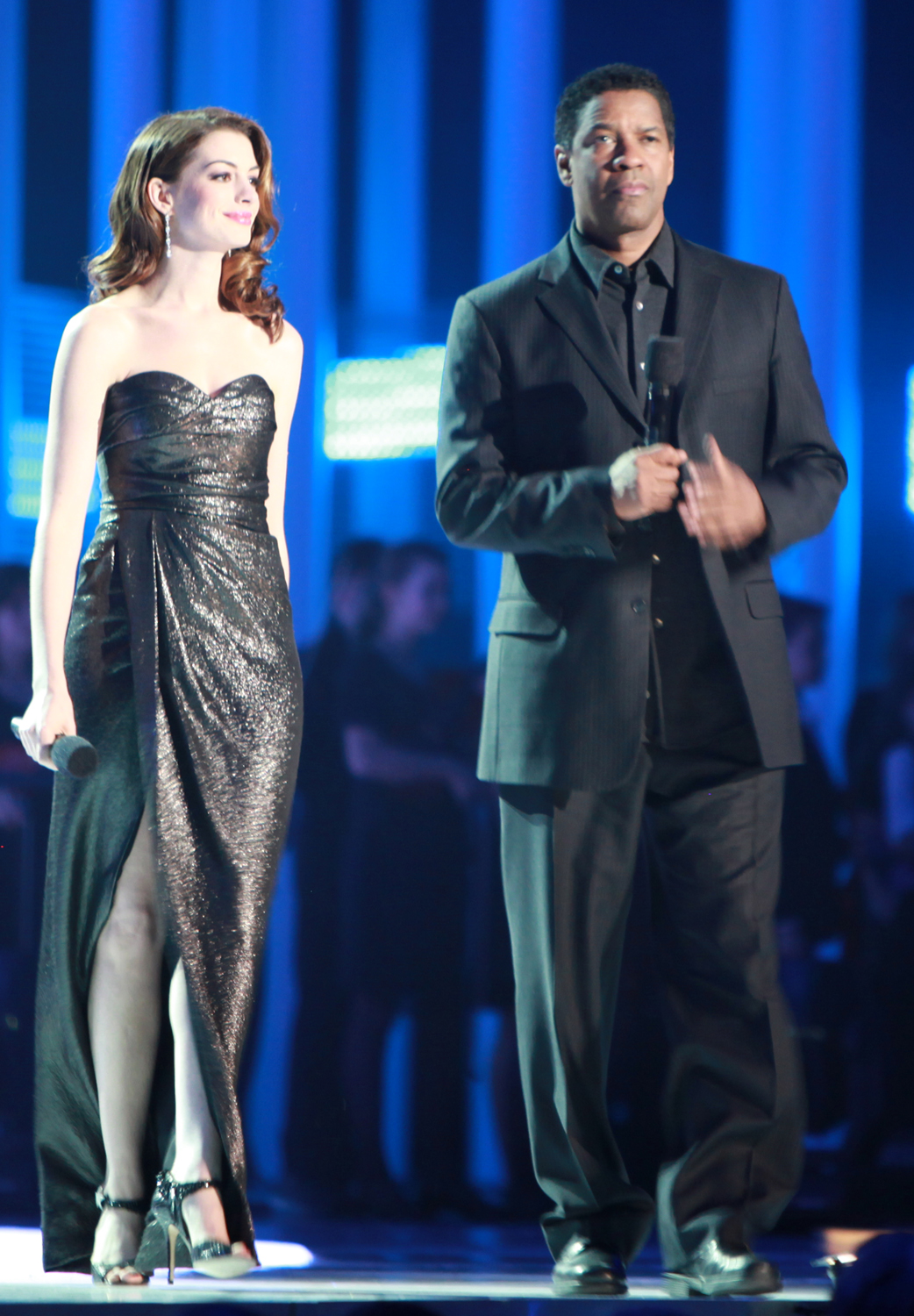
2010년 노벨 평화상 시상식에서 앤 해서웨이와 덴젤 워싱턴.

《러브 & 드럭스》에 출연했고, 해서웨이는 줄리 북스바움의 소설을 각색한 게리 마셜의 옴니버스 영화 《발렌타인 데이》에 출연했다. 또한 제럴드 클라크의 전기 소설의 "겟 해피: 더 라이프 오브 주디 갈런드"의 연극과 영화의 주인공으로 캐스팅되었다.
2009년 12월 8일, 샘 레이미 감독의 《스파이더맨 4》에 펠리시티 존스 역할로 출연한다는 소식이 들렸고, 만화에서와 같이 "블랙캣"으로 변신하지 않고 레이미 감독의 펠리시티는 새로운 슈퍼 파워를 가진 '벌처레스'로 등장할 것이라고 밝혔다. 하지만, 2010년 1월 5일 《스파이더맨 4》의 개정된 발표에 따르면 그의 출연료가 너무 비싸다는 이유로 캐스팅이 무산되었다. 또한 이 영화는 제작사 소니콜럼버스와 레이미 감독과의 연이은 마찰로 주연 배우와 감독마저 모두 하차하게 되면서 새로운 리부트 버전으로 제작되었다.
2010년 11월 29일에는 제83회 미국 아카데미상에서 해서웨이와 제임스 프랭코와 공동 사회를 맡는다고 발표하였다. 그 해 12월 11일 노르웨이 오슬로에서 열린 노벨 평화상 시상식에서 배우 덴젤 워싱턴과 함께 사회를 맡았다.
2010년, 그는 《엔터테인먼트 위클리》에서 발표한 "올해의 가장 섹시한 스타"로 선정되었다.

### 2012-현재

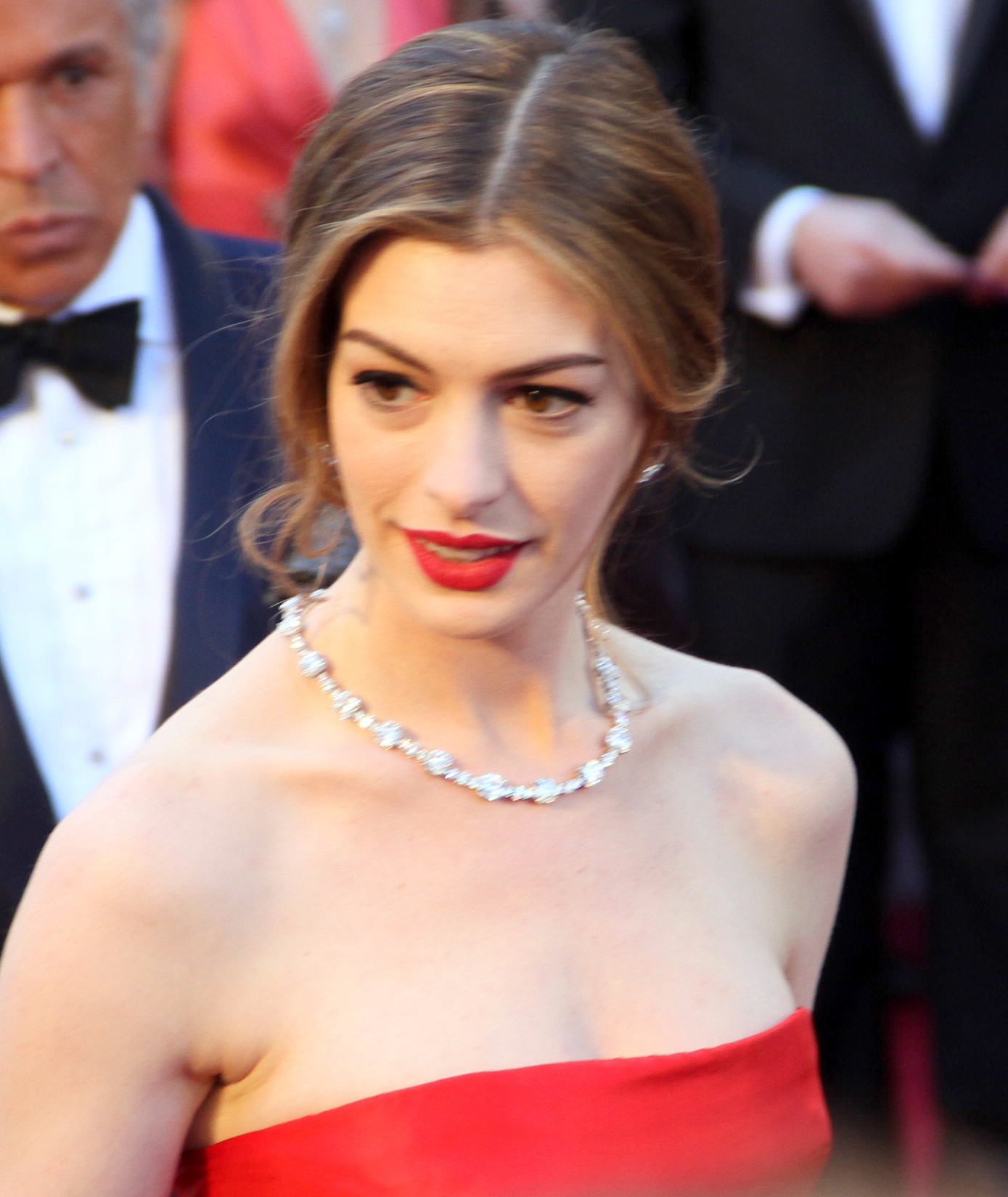
2011년 제83회 미국 아카데미상에서 앤 해서웨이.

2011년 해서웨이는 20세기 폭스와 블루 스카이 스튜디오 제작의 애니메이션 《리오》에서 브라질 리우데자네이루 출신의 스픽스 마코 앵무(spix's Macaw)의 쥬엘 목소리 연기를 했다. 이 영화는 작품성, 음악, 더빙 연기에서 모두 비평가의 호평을 받았다. 상업적인 성공으로 이어져, 미국에서 1억 4천 3백만 달러 및 전 세계에서는 4억 8천 4백만 달러의 흥행 수익을 기록했다.
또한 2011년에, 해서웨이는 짐 스터게스와 로맨스 영화 《원 데이》에 출연했다. 이 영화는 2009년 발표된 데이비드 니컬스의 소설 '언 애듀케이션'을 론 셰피그 감독이 영화화하였고, 대학 동창의 남녀가 1988년부터 현재까지, 1년 중에서 단 하루(7월 15일)에만 만나게 되는 독특한 형식의 이야기이다. 해서웨이는 《원 데이》의 대본을 비밀리에 받게 되었고, 엠마의 역할에 반한 그는 영국으로 로네 셰르피 감독을 찾아갔지만 당초 셰르피 감독과 제작자는 미국 여배우를 캐스팅 할 생각이 없었다. 별 다른 수확이 없었던 만남 이후, 해서웨이는 밤을 새우며 영국 발음을 연습하는 등 감독에게 자신이 얼마나 이 역할을 맡고 싶은지 오랜 시간 동안 대화를 통해 어필한 노력 끝에 캐스팅이 성사됐다.
이 영화는 비평가에 다소 혹평이 섞인 엇갈린 평가를 받았고, 1,500만 달러의 제작비에 비해 5,670만 달러의 총 수익을 올리며, 나쁘지 않은 성적의 흥행 수익을 기록했다.
2012년 해서웨이는 동화 작가 라이먼 프랭크 바움의 《오즈의 마법사》의 오디오북 녹음에 참여했다. 그는 2013 오디 어워드에서 여성 부분 솔로 내레이션상에 후보 지명되었다. 이후, 해서웨이는 크리스토퍼 놀란 감독의 배트맨 마지막 시리즈의 《다크 나이트 라이즈》에서 도둑 고양이의 셀리나 카일 역할을 연기했다. 해서웨이는 당초 자신이 캣우먼 역할이 아닌 또 다른 악당 캐릭터의 할리퀸 오디션에 온 줄 알았지만, 놀런 감독과 이야기를 나눈 후에야 자신이 셀리나 카일/캣우먼의 오디션장에 온 것을 알았다고 한다. 그는 지금까지 그가 연기해 온 역할 중에서도 가장 강도 높은 육체적 노력을 필요로 하는 역할로 뽑으며, 일주일에 5일씩 체육관에서 스턴트 훈련을 소화했다. 해서웨이는 마셜 아트(무예)로 역할을 만들었고, 1930~40년대 할리우드를 대표하는 섹시 스타 헤디 라마에 캣우먼의 영감을 받았다. 《다크 나이트 라이즈》는 개봉 이후 비평가에 긍정적인 평가를 받았고, 전 세계적으로 10억 8,100만 달러의 엄청난 흥행 수익을 거뒀다. 해서웨이는 새턴상에서 여우조연상을 수상했다.
해서웨이는 2012년 또 다른 프로젝트로, 동명의 뮤지컬을 원작으로 한 톰 후퍼 감독의 영화 《레 미제라블》에서 판틴 역할을 연기했다. 그의 어머니도 연극 배우 시절에 미국 투어 첫 공연으로 해서웨이와 같은 역할을 연기했었다. 2012년 4월 26일 시네마콘에서는 영화 속에서 해서웨이가 노래한 "I Dreamed a Dream"가 공개되었다. 그는 역할을 완벽하게 소화하기 위해 11kg의 체중을 감량과 동시에 긴 머리를 삭발까지 하는 등의 연기 투혼을 선보였다. 해서웨이는 "변신하는 것은 연기의 가장 좋은 부분 중 하나이다. 희생하고 싶다." 라고 말했다. 그의 연기는 비평가로부터 찬사를 받았고 미국 아카데미상, 골든 글로브상, 미국 배우 조합상(SAG)과 영국 아카데미 영화상(BAFTA)을 포함하여 30개 이상의 상을 수상했다. 2013년 1월, 해서웨이가 부른 "I Dreamed a Dream"은 빌보드 핫 100에 69위에 랭크되었다.
2014년 4월 1일 개봉한 애니메이션 영화 《리오 2》에서 해서웨이는 2011년에 이어 "쥬엘" 역할을 연기했다.
2013년 4월, 해서웨이는 크리스토퍼 놀란 감독의 영화 《인터스텔라》에서 매튜 맥커너히, 제시카 차스테인과 캐스팅되었다. 이 영화는 SF 영화로 새롭게 발견된 웜홀을 통해 우주를 여행하며 항성 간의 정복 활동에 나선다는 이야기이다. 2014년 11월 5일에 미국과 캐나다에서 개봉되었다. 그녀는 《이상한 나라의 앨리스》의 속편 영화 《거울 나라의 앨리스》에 출연을 확정 짓고 다시 한번 하얀 여왕 역할을 연기했다. 이 영화는 2016년 5월 27일 개봉되었다.

## 개인 생활

### 연인 관계와 결혼
2004년 해서웨이는 이탈리아 부동산 개발업자 "라파엘로 폴레리"와 데이트를 시작했고, 그는 2007년까지 이사회의 구성원으로, 폴레리 자선 재단의 개발에 참여했다.
맨하탄에 위치한 이 재단은 2003년에 설립되었고, 제 3세계 국가의 어린이를 위한 예방 접종을 제공하는 등의 프로그램을 실시했다. 2008년 6월, 비영리 단체로 미국 국세청의 조사를 받았다. 이 조사로 폴레이와 연관된 다른 법적 문제로 해서웨이는 그의 연기 경력을 해칠 수 있다는 것을 염려했고, 2008년 6월 중순에 그와의 관계를 끝냈다.

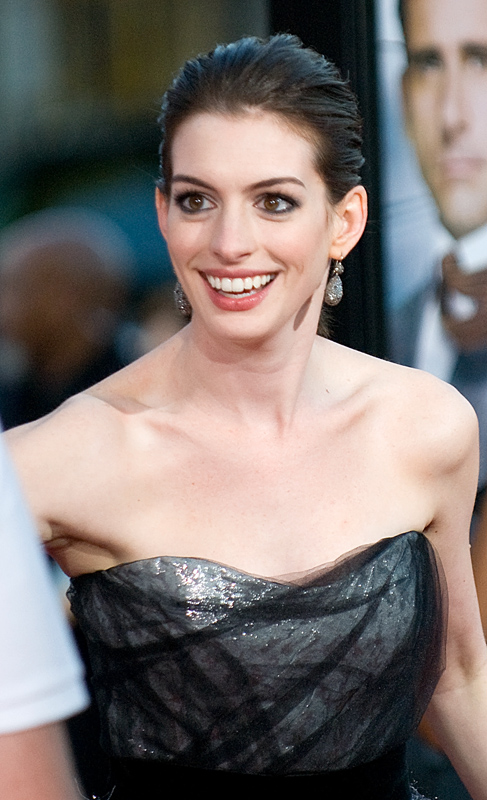
2008년 6월 영화 《겟 스마트》 시사회에서 앤 해서웨이.

폴레리는 기부자들을 속이고 수억원의 기부금을 바티칸 부동산업에 투자하고 사기 혐의로 2008년 6월 24일에 체포되었다. FBI는 폴레리의 활동에 지속적인 조사를 하며 폴레리의 뉴욕 아파트 맨션에서 해서웨이의 일기를 찾았다고 밝혔지만, 그는 어떤 범죄로도 구속되지 않았다. 2008년 10월 23일, 예상보다 빨리 유죄로 인정되어 폴레리는 4년 6개월 징역형을 선고받았다.
2008년 11월, 해서웨이는 배우이자 보석 디자이너인 애덤 셜먼(Adam Shulman)과 데이트를 시작했다. 두 커플은 2011년 11월 약혼하였고, 2012년 9월 29일, 캘리포니아주 빅서에서 유대교와 로마 가톨릭으로 결혼식을 올렸다. 2015년 11월 말, 해서웨이와 셜먼은 첫 아이를 임신했다고 발표하였다. 2016년 3월 24일, 해서웨이는 그의 아들 "조너선 로즈뱅크스 셜먼"을 출산했다.

### 자선 사업 및 기타 관심
해서웨이는 '더 크리에이티브 코울리션', '더 스텝 업 우먼스 네트워크', '세인트 주드 아동 병원', '더 휴먼 라이츠 캠페인' 등의 자선 단체에 참여하고 있고, 롤리팝 씨어터 네트워크'의 어드바이저이기도 하다.
2008년, 그는 《엘르 매거진》에 "할리우드의 여성" 이라고 헌사 받았고, '더 스텝 업 우먼스 네트워크'는 그의 일에 영광을 표현했다.
2007년 초, 해서웨이는 10대 시절에 우울증을 겪었던 그의 경험을 이야기했고, 그는 끝내 약물 없이 장애를 극복해 냈다.
2008년 해서웨이는 《데이비드 레터멘 쇼》에 출연해서 금연했음을 언급했다. 하지만 영화 《레이첼, 결혼하다》의 촬영을 시작하면서 다시 흡연하였고, 영화 촬영을 끝내고 잠시 동안 담배를 피우지 않았다가, 당시 연인이었던 라파엘로 폴레리와의 결별로 인한 스트레스로 다시 담배를 피기 시작했다. 이에 대해 그는 단계적으로 스트레스를 줄여나감과 동시에 채식주의자로 돌아옴으로써 성공적으로 금연할 수 있었다고 말했다. 그는 2012년 완전한 채식가가 되었다.
해서웨이는 LGBT 권리 운동가이며, 동성 결혼을 지원하는 단체에 기부를 하고 있다.

## 음반
차트 곡
| 곡                  | 년도 | 순위   | 순위   | 순위     | 순위 | 순위 | 앨범                    |
| 곡                  | 년도 | 캐나다 | 스페인 | 아일랜드 | 영국 | 미국 | 앨범                    |
| ------------------- | ---- | ------ | ------ | -------- | ---- | ---- | ----------------------- |
| "I Dreamed a Dream" | 2012 | 77     | 21     | 26       | 22   | 69   | 레 미제라블 사운드 트랙 |

게스트 참여
| 곡                                      | 년도 | 가수                                                                  | 앨범                         |
| --------------------------------------- | ---- | --------------------------------------------------------------------- | ---------------------------- |
| "Don't Go Breakin' My Heart"            | 2004 | 제시 맥카트니 & 앤 해서웨이                                           | 엘라 인챈티드                |
| "You Make Me Feel Like Dancing (Remix)" | 2004 | 앤 해서웨이                                                           | 엘라 인챈티드                |
| "Somebody to Love"                      | 2004 | 앤 해서웨이                                                           | 엘라 인챈티드                |
| "Great Big World"                       | 2005 | 앤 해서웨이                                                           | 빨간 모자의 진실 사운드 트랙 |
| "Take, O Take Those Lips Away"          | 2009 | 앤 해서웨이 & 일리리아 악단                                           | 십이야                       |
| "Full Phathom Five"                     | 2009 | 앤 해서웨이, 헴 & 오드라 맥도날드                                     | 십이야                       |
| "Come Away Death"                       | 2009 | 앤 해서웨이, 데이빗 피터, 라울 에스파르자 & 일리리아 악단             | 십이야                       |
| "Real in Rio"                           | 2011 | 앤 해서웨이, 제시 아이젠버그, 제이미 폭스, 조지 로페즈, 윌 아이 앰 등 | 리오                         |
| "Hot Wings (I Wanna Party)"             | 2011 | 앤 해서웨이, 윌 아이 앰, 제이미 폭스                                  | 리오                         |
| "At the End of the Day"                 | 2012 | 휴 잭맨, 앤 해서웨이, 포어맨, 팩토리 걸스 & 출연진                    | 레 미제라블 사운드 트랙      |
| "I Dreamed a Dream"                     | 2012 | 앤 해서웨이                                                           | 레 미제라블 사운드 트랙      |
| "Epilogue"                              | 2012 | 아만다 사이프리드, 앤 해서웨이, 톰 윌킨슨, 에디 레드메인, 휴 잭맨     | 레 미제라블 사운드 트랙      |